# 平盛正
平 盛正（たいら の もりまさ）は、平安時代後期の武士。伊勢平氏の一族であるが詳しい系譜については不明。兄に伊勢国多度神宮寺の俗別当を務めた平師衡がある。

## 略歴
東寺と延暦寺の間でその帰属が度々争われた多度神宮寺の所領である尾張国大成荘の荘司であったと考えられている。長治3年（1106年）2月には兄・師衡の死去に伴い「他勢力の威を借りて荘内の田畑を荒廃させる住人」の追却を約束した上で自身の多度神宮寺俗別当職補任を求める解文を東寺に送っている（「東寺文書」）。
しかし同年（嘉承元年）7月、延暦寺の僧仁誉と共謀した美濃源氏・源国房が軍兵を率いて大成荘内に濫入し、盛正は追却され国房の郎等・平行仲が荘司に据えられた。